# Rheumaptera flebelis
Rheumaptera flebelis là một loài bướm đêm trong họ Geometridae.